# ジ・アーリー・ビートルズ
『ジ・アーリー・ビートルズ』（The Early Beatles）は、ビートルズのアメリカ合衆国における通算8作目のアルバムである。1965年3月22日にキャピトル・レコードから発売され、同レーベルから発売されたアルバムとしては6作目となる作品。アルバムのジャケットは『ビートルズ・フォー・セール』の裏写真が使用された。

## 解説
『ジ・アーリー・ビートルズ』は米キャピトル・レコードの編集アルバムである。ビートルズとヴィージェイ・レコードとの契約切れにともない、『Introducing... The Beatles』の収録曲がキャピトルからリリース可能となったために発売されたものである。『プリーズ・プリーズ・ミー』から「アイ・ソー・ハー・スタンディング・ゼア」「ミズリー」「ゼアズ・ア・プレイス」を除く11曲を、任意に曲順を変えて収録している。なお、"Introducing... The Beatles"と同じくVee-Jay Recordから発売された楽曲で、「サンキュー・ガール」「フロム・ミー・トゥ・ユー」は未収録となった。
『ビルボード』誌のTop LPsチャートでは、最高位43位を獲得。100万枚以上のセールスを記録しているが、達成したのは発売後10年以上経過してからだった。本作はアメリカレコード協会から、1974年1月8日にゴールド、1997年1月10日にプラチナ認定を受けた。
他のアメリカ編集盤と同じく長らく未CD化であったが、2004年にボックスセットとして発売された『The Capitol Albums Vol.2』でステレオとモノラル両方のヴァージョンが初CD化された。

## 収録曲
特記を除き、作詞作曲はレノン＝マッカートニーによるもの。
| #         | タイトル                                        | 作詞・作曲                            | リード・ボーカル                      | 時間  |
| --------- | ----------------------------------------------- | ------------------------------------- | ------------------------------------- | ----- |
| 1.        | 「ラヴ・ミー・ドゥ」(Love Me Do)                |                                       | ポール・マッカートニー ジョン・レノン | 2:19  |
| 2.        | 「ツイスト・アンド・シャウト」(Twist and Shout) | フィル・メドレー バート・ラッセル     | ジョン・レノン                        | 2:33  |
| 3.        | 「アンナ」(Anna (Go To Him))                    | アーサー・アレキサンダー              | ジョン・レノン                        | 3:00  |
| 4.        | 「チェインズ」(Chains)                          | ジェリー・ゴフィン キャロル・キング   | ジョージ・ハリスン                    | 2:55  |
| 5.        | 「ボーイズ」(Boys)                              | ルーサー・ディクソン ウェス・ファレル | リンゴ・スター                        | 2:28  |
| 6.        | 「アスク・ミー・ホワイ」(Ask Me Why)            |                                       | ジョン・レノン                        | 2:24  |
| 合計時間: | 合計時間:                                       | 合計時間:                             | 合計時間:                             | 15:39 |

| #         | タイトル                                                                             | 作詞・作曲                                                 | リード・ボーカル                      | 時間  |
| --------- | ------------------------------------------------------------------------------------ | ---------------------------------------------------------- | ------------------------------------- | ----- |
| 1.        | 「プリーズ・プリーズ・ミー」(Please Please Me)                                       |                                                            | ジョン・レノン ポール・マッカートニー | 1:59  |
| 2.        | 「P.S.アイ・ラヴ・ユー」(P.S. I Love You)                                            |                                                            | ポール・マッカートニー                | 2:04  |
| 3.        | 「ベイビー・イッツ・ユー」(Baby It's You)                                            | マック・デヴィッド ルーサー・ディクソン バート・バカラック | ジョン・レノン                        | 2:41  |
| 4.        | 「蜜の味」(A Taste Of Honey)                                                         | ボビー・スコット リック・マーロー                          | ポール・マッカートニー                | 2:05  |
| 5.        | 「ドゥ・ユー・ウォント・トゥ・ノウ・ア・シークレット」(Do You Want To Know A Secret) |                                                            | ジョージ・ハリスン                    | 1:59  |
| 合計時間: | 合計時間:                                                                            | 合計時間:                                                  | 合計時間:                             | 10:48 |

## クレジット
- ジョン・レノン - リード・ボーカル、バッキング・ボーカル、リズムギター、アコースティック・ギター、ハーモニカ、
- ポール・マッカートニー - リード・ボーカル、バッキング・ボーカル、ベースギター
- ジョージ・ハリスン - リードギター、アコースティック・ギター、バッキング・ボーカル、リード・ボーカル（「チェインズ」「ドゥ・ユー・ウォント・トゥ・ノウ・ア・シークレット」）
- リンゴ・スター - ドラム、タンバリン、マラカス、リード・ボーカル（「ボーイズ」）
- アンディ・ホワイト - ドラム（「ラヴ・ミー・ドゥ」「P.S.アイ・ラヴ・ユー」）
- ジョージ・マーティン - チェレスタ（「ベイビー・イッツ・ユー」）

## チャート成績・認定

### チャート成績
| チャート (1965年)    | 最高位 |
| -------------------- | ------ |
| US Billboard Top LPs | 43     |

### 認定
| 国/地域                    | 認定     | 認定/売上数 |
| -------------------------- | -------- | ----------- |
| カナダ (Music Canada)      | Platinum | 100,000^    |
| アメリカ合衆国 (RIAA)      | Platinum | 1,000,000^  |
| ^ 認定のみに基づく出荷枚数 |          |             |